# 1,4-环己烷二甲醇
1,4-环己烷二甲醇，分子式C8H16O2。

## 性质
白色蜡状固体。与水和低级醇类混溶，溶于酮，几乎不溶于脂肪烃和乙醚。毒性较低。粘度 675 mPa·s（50°C）。

## 制备
由对苯二甲酸二甲酯的甲醇溶液在加压（0.3922 MPa）加热（200～240°C）下催化氢化制得。

## 用途
用于合成聚酯。